# نوشهرو فیروز
نوشهرو فیروز (به انگلیسی: Naushahro Feroze) یک منطقهٔ مسکونی در پاکستان است که در ایالت سند واقع شده‌است. نوشهرو فیروز ۳۸ متر بالاتر از سطح دریا واقع شده‌است.